# Square Butte
Square Butte é uma comunidade não incorporada no condado de Chouteau, estado do Montana, nos Estados Unidos. Square Butte fica localizada ao longo da Montana Highway 80 a cerca de 11 quilómetros a sul-sudeste de Geraldine.
A  prisão, a escola e a West Quincy Granite Quarry,  fazem parte das lista do Registro Nacional de Lugares Históricos em   Square Butte.